# Помни о смерти
«Помни о смерти» (кор. 여고괴담 II, англ. Memento Mori) — южнокорейская мелодрама 1999 года режиссёров и сценаристов Ким Тхэёна и Мин Гюдона. Второй фильм из серии «Шёпот стен» — серии из пяти фильмов южнокорейского производства, объединённых общностью сюжетов.

## Сюжет
Сиын (Ли Ёнджин), которая учится в одной из южнокорейских школ для девочек, подружилась с Мин Хёсин (Пак Йеджин), девушкой из параллельного класса. Талантливая Мин Хёсин замкнута, среди одноклассниц она как «белая ворона». Её удивительный внутренний мир находит выражение в дневнике, который она ведёт. Она предлагает Сиын вести дневник вместе.
Дневник случайно находит одноклассница Сиын — Мин-а (Ким Минсон). Открывая дневник страницу за страницей, Мин-а постепенно проникает в мир двух подруг, той связи, что существует между ними. Шаг за шагом она узнаёт, как познакомились девушки, как между ними возникло взаимопонимание, выросшее в чувство любви. Но наблюдая за ними, Мин-а видит, что в данный момент отношения между подругами напряжённые. Она пытается следить за ними.
Вдруг посреди дня происходит трагедия — Мин Хёсин спрыгивает с крыши школы и погибает. Дневник рассказывает Мин-а, что у Мин Хёсин была сексуальная связь с одним из учителей — мистером Ко (Пэк Чонхак). Сиын знала о ней. Мин-а хочет отдать дневник Сиын, она чувствует, как он всё больше затягивает её.
В школе проводят расследование, что делала Мин Хёсин в последние минуты жизни. Мин-а знает, что последней с Мин Хёсин разговаривала Сиын, но никому об этом не говорит. Она знает, что последнее время подруги были в ссоре. Однажды они решили рассказать всем, что у них любовь. Но они встретились с жёстким неприятием взрослых и всех одноклассниц, это испугало Сиын. В то время как Мин Хёсин была готова идти до конца, Сиын прекратила с ней общение.
В день когда разворачиваются все события, у Сиын день рождения. В этот же день Мин Хёсин узнаёт, что беременна. Мин-а становится свидетельницей последнего разговора девушек. Сиын отрекается от Мин Хёсин.
История любви, рассказанная дневником, завладела Мин-а как наваждение. Она хочет избавиться от него. В это же время в школе начинают происходить мистические события, призрак Мин Хёсин повергает всех учениц в панику. Дневник теряется, его история заканчивается тем, как покинутая всеми Мин Хёсин прыгает с крыши, мистер Ко кончает жизнь самоубийством, а Мин-а, прошедшая через всю историю, оказывается связана с Сиын той же глубокой, но зыбкой связью, что соединяла Сиын и Мин Хёсин.

## Актёрский состав
| В ролях    |  | Персонаж  |
| ---------- |  | --------- |
| Ким Минсон |  | Мин-а     |
| Пак Йеджин |  | Мин Хёсин |
| Ли Ёнджин  |  | Сиын      |
| Пэк Чонхак |  | Мистер Ко |

## Награды
Фильм получил следующие награды:
| Награды                 | Награды | Награды                         | Награды   | Награды    |
| ----------------------- | ------- | ------------------------------- | --------- | ---------- |
| Фестиваль / Премия      | Год     | Награда                         | Категория | Победитель |
| Slamdance Film Festival | 2001    | Vision Award for Cinematography |           | Ким Юнсу   |